# Apache occidental
L’apache occidental est une langue athapascane, du groupe des langues apaches parlées en Arizona.

## Classification
L'apache occidental, à l'intérieur des langues athapascanes méridionales, est un des membres du sous-groupe occidental, avec le navajo, le chiricahua, le jicarilla et le lipan.

## Variétés
Le terme d'apache occidental s'applique à cinq dialectes proches les uns des autres, parlés dans un grand nombre de réserves apaches de l'Arizona:
- San Carlos
- Apache de White Mountain
- Cibecue
- Tonto du Sud
- Tonto du Nord

## Prononciation

### Voyelles
|          |         | Antérieures | Antérieures | Centrales | Centrales | Postérieures | Postérieures |
| -------- | ------- | ----------- | ----------- | --------- | --------- | ------------ | ------------ |
| courte   | longue  | courte      | longue      | courte    | longue    |              |              |
| Hautes   | orales  | i [i]       | ii [iː]     |           |           |              |              |
| Hautes   | nasales | į [ĩ]       | įį [ĩː]     |           |           |              |              |
| Moyennes | orales  | e [e]       | ee [eː]     |           |           | o [o]        | oo [oː]      |
| Moyennes | nasales | ę [ẽ]       | ęę [ẽː]     |           |           | ǫ [õ]        | ǫǫ [õː]      |
| Basses   | orales  |             |             | a [a]     | aa [aː]   |              |              |
| Basses   | nasales |             |             | ą [ã]     | ąą [ãː]   |              |              |

### Consonnes
Voici la liste des phonèmes consonantiques de l’apache occidental, accompagnés de leur prononciation notée entre crochets dans l’API : 
|              |              | Bilabiales | Dentales | Alvéolaires | Alvéolaires | Postalvéolaires | Dorsales | Dorsales | Glottales |
| ------------ | ------------ | ---------- | -------- | ----------- | ----------- | --------------- | -------- | -------- | --------- |
| Centrales    | Latérales    | Bilabiales | Dentales | Palatales   | Vélaires    | Postalvéolaires |          |          | Glottales |
| Occlusives   | simples      | b [p]      |          | d [t]       |             |                 |          | g [k]    | ʼ [ʔ]     |
| Occlusives   | aspirées     |            |          | t [tʰ]      |             |                 |          | k [kʰ]   |           |
| Occlusives   | éjectives    |            |          | tʼ [tʼ]     |             |                 |          | kʼ [kʼ]  |           |
| Affriquées   | simples      |            |          | dz [t͡s]     | dl [t͡ɬ]     | j [ t͡ʃʰ]        |          |          |           |
| Affriquées   | aspirées     |            |          | ts [t͡sʰ]    | tł [t͡ɬʰ]    | ch [ t͡ʃʰ]       |          |          |           |
| Affriquées   | éjectives    |            |          | tsʼ [t͡sʼ]   | tłʼ [t͡ɬʼ]   | chʼ [ t͡ʃʼ]      |          |          |           |
| Fricatives   | sourdes      |            |          | s [s]       | ł [ɬ]       | sh [ʃ]          |          | h [x]    |           |
| Fricatives   | sonores      |            |          | z [z]       | l [l]       | zh [ʒ]          |          | gh [ɣ]   |           |
| Nasales      | Nasales      | m [m]      |          | n [n]       |             |                 |          |          |           |
| Semi-voyelle | Semi-voyelle | w [w]      |          |             |             |                 | y [j]    |          |           |